# زوتوپیا (فرنچایز)
زوتوپیا (انگلیسی: Zootopia) که در برخی مناطق با نام‌های Zootropolis یا Zoomania شناخته می‌شود، یک فرنچایز رسانه‌ای از دیزنی است که از سال ۲۰۱۶ با اکران فیلم بلند پویانمایی آمریکایی زوتوپیا آغاز شد. این فیلم توسط استودیو انیمیشن والت دیزنی تولید و از سوی والت دیزنی پیکچرز منتشر شد. داستان این مجموعه در شهری خیالی با همین نام می‌گذرد؛ جایی که حیوانات انسان‌واره، شامل شکارچیان و شکارشونده‌ها، در کنار یکدیگر زندگی می‌کنند. این فرنچایز شامل دو فیلم پویانمایی — زوتوپیا (۲۰۱۶) و زوتوپیا ۲ (۲۰۲۵) — و همچنین یک مجموعهٔ تلویزیونی به نام زوتوپیا پلاس (۲۰۲۲) است که از طریق سرویس استریم دیزنی پلاس پخش شده است.

## فیلم‌ها
| فیلم      | تاریخ انتشار   | کارگردان(ها)            | فیلم‌نامه‌نویس(ها)      | داستانی از                                                                         | تهیه‌کننده(ها) |
| --------- | -------------- | ----------------------- | --------------------- | ---------------------------------------------------------------------------------- | ------------- |
| زوتوپیا   | ۴ مارس ۲۰۱۶    | ریچ مور و بایرون هاوارد | جرد بوش و فیل جانستون | ریچ مور، جرد بوش، جیم ریردون، بایرون هاوارد، جنیفر لی، فیل جانستون و جوزی ترینیداد | کلارک اسپنسر  |
| زوتوپیا ۲ | ۲۶ نوامبر ۲۰۲۵ | جرد بوش و بایرون هاوارد | جرد بوش               | ن/م                                                                                | ایوت مرینو    |

## مجموعه تلویزیونی
این مجموعهٔ آنتولوژی از فیلم‌های کوتاه با عنوان زوتوپیا پلاس شامل شش داستان است که در طول وقایع فیلم اصلی رخ می‌دهند. در ۱۰ دسامبر ۲۰۲۰، جنیفر لی، مدیر ارشد خلاقیت استودیو انیمیشن والت دیزنی، اعلام کرد که یک مجموعهٔ فرعی با محوریت فیلم زوتوپیا (۲۰۱۶) در دست تولید برای پخش از دیزنی پلاس است. ترنت کوری و جوزی ترینیداد — به ترتیب انیماتور و سرپرست داستان فیلم اصلی — برای کارگردانی این مجموعه انتخاب شدند. ایدهٔ ساخت این مجموعه توسط کوری در سال ۲۰۲۰ در جلسه‌ای برای ارائهٔ سه طرح پیشنهادی برای ساخت مجموعه‌هایی برای دیزنی پلاس مطرح شد. کوری به دلیل علاقه‌اش به دنیای فیلم زوتوپیا و شخصیت‌های آن، این طرح را توسعه داد. در ابتدا قرار بود ترینیداد تنها دو قسمت از مجموعه را کارگردانی کند، اما هیجان او برای مشارکت در پروژه باعث شد به عنوان کارگردان مشترک تمام قسمت‌ها در کنار کوری منصوب شود. تولید این مجموعه به دلیل دنیاگیری کووید-۱۹ به صورت دورکاری انجام شد که بنا به گفتهٔ تهیه‌کننده نیتن کرتیس، روند تولید را با پیچیدگی‌هایی مواجه کرد. طرح اولیهٔ کوری شامل ۱۰ داستان بود، اما با توجه به سفارش تولید شامل تنها ۶ قسمت، چهار داستان کنار گذاشته شدند. جنیفر لی به همراه کارگردانان زوتوپیا و افسون (۲۰۲۱) یعنی بایرون هاوارد و جرد بوش، تهیه‌کنندگی اجرایی این مجموعه را بر عهده داشتند.